# Daurise
Daurise (in greco antico: Δαυρίσης?, Daurìses, in persiano antico Da-a-ú/hu-ri-sa/ša "che vaga su e giù per il Paese"; 522 a.C. – 496 a.C.) è stato un generale persiano, genero di Dario I di Persia.

## Biografia
Daurise fu uno dei comandanti persiani coinvolti nella repressione della rivolta ionia (499 a.C.). Dopo la sconfitta dell'esercito ribelle ad Efeso, Daurise marciò verso le città dell'Ellesponto e conquistò Dardano, Abido, Percote, Lampsaco e Peso impiegando un giorno per ciascuna.
Poi combatté contro i Cari, che si erano appena uniti alla rivolta ionia, e li sconfisse nelle due battaglie del Marsia e di Labraunda; poco dopo, però, Daurise cadde in un'imboscata mentre marciava verso Pedaso e fu ucciso insieme ad un gran numero di Persiani.